# Чернишов Леонід Миколайович
Леонід Миколайович Чернишов (нар.. 1 квітня 1949, смт Куп'янськ-Вузловий, Харківська область, УРСР) — доктор економічних наук (2003), професор (2005), Заслужений раціоналізатор Російської Федерації (1998), дійсний член (академік) муніципальної та житлово-комунальної академій, заступник голови Держбуду Росії (1998-2004), помічник Міністра промисловості і енергетики РФ з питань будівництва та ЖКГ (2004-2005), директор Департаменту будівництва і ЖКГ Міністерства регіонального розвитку РФ (2005), заступник голови комітету Торгово-промислової палати Російської Федерації з підприємництва в сфері будівництва та житлово-комунального господарства, завідувач кафедри «Національної економіки та оцінки бізнесу» (2006-2011), заступник директора з навчально-методичної роботи інституту «Градорегулювання та управління нерухомістю» (ІГУН) Московського державного будівельного університету (2010-2011). З 2011 р. директор Інституту сіті-менеджменту ФАОУ ДПО ДАСІС (з 2012 р. — НДУ ВШЕ).

## Життєпис
Леонід Чернишов народився 30 березня 1949 р. в селищі Куп'янськ-Вузлова Харківської області.
Закінчив Миколаївський кораблебудівний інститут імені Макарова у 1974 році за фахом інженер-механік суднових енергетичних установок.
Після закінчення інституту (1974—1982 рр.), працював на підприємствах оборонопромислового комплексу СРСР в містах Херсон та Петропавловськ-Камчатський на посаді інженера-конструктора, майстра, начальника ділянки. Займався дослідженням, проектуванням, будівництвом та модернізацією атомних енергетичних установок підводних човнів 3-го покоління Військово-морського Флоту СРСР, з проблематики виникнення «Йодових ям» в системах автоматичного захисту атомних реакторів.
З 1982 року по 1989 рік Леонід Чернишов працював у системі житлово-комунального господарства міста Москви, на посаді начальника дирекції єдиного замовника Тимірязевського району, начальника управління, головного інженера об'єднання підприємства ЖКГ Тимірязевського району, головного інженера Головного управління Житлового господарства Московської міської ради (Головсмосжитлуправління).
За його авторської участі було ініційовано виділення ремонтно-будівельної діяльності підприємств ЖКГ міста та створення спеціалізованих ремонтно-будівельних трестів. Проведені перетворення дозволили значно збільшити обсяг і якість проведення поточного і капітального ремонту житла у Москві.
У 1989 році Леонід Чернишов закінчив Московський інститут управління імені С. Орджонікідзе за фахом інженер-економіст.
З 1990 року працював начальником відділу економіки та зовнішніх зв'язків Комітету пз ЖКГ при Раді Міністрів РРФСР.
З 1990 по 1998 роки в процесі реорганізації Федерального органу виконавчої влади у сфері ЖКГ (Роскоммунгосп, Мінархбуд, Держбуд, Мінзембуд) заміщав посади начальника управління економічних реформ, заступника керівника Департаменту ЖКГ, керівника Департаменту реформування ЖКГ.
В цей період активно бореться за підвищення престижності професії і сфери ЖКГ в суспільстві. У 1994 році створює професійне співтовариство (діє і по нині) — Спілка працівників ЖКГ Росії і обирається його першим президентом. У 1995 році Союз, як політичний рух (виборчий блок № 43) бере участь у виборах Державної Думи Російської Федерації третього скликання. Леонід Чернишов, очолюючи федеральний список, бере участь у виборах ще й по одномандатному № 83 (Тулунському в Іркутській області) виборчому округу.
З 1998 по 2004 роки обіймав посаду заступника голови Держбуду Росії, який курує питання сталого функціонування систем життєзабезпечення міст і населених місць Росії та реформування ЖКГ.
У 2003 році закінчив Академію Державної служби при Президенті РФ.
Після проведення у 2004 році адміністративної реформи Леонід Чернишов був призначений помічником міністра промисловості та енергетики РФ з питань будівництва і ЖКГ, а в 2005 році заміщав посаду директора Департаменту будівництва і ЖКГ Міністерства регіонального розвитку РФ.

## Державна діяльність
За роки роботи у федеральних органах влади зробив великий внесок у теорію і практику сталого розвитку і реформування ЖКГ Росії.
Взяв активну участь у розробці 17-ти федеральних законів: «Про основи житлової політики», «Про приватизацію житлового фонду в РФ», «Про товариства власників житла» тощо.
У підготовці текстових документів:
- 12 Указів Президента РФ: «Про розвиток конкуренції в житловій сфері (1994)», «Про концепцію реформування ЖКГ Росії (1997 р.)» та ін;
- більше 70 Постанов Уряду РФ, що стосуються питань демонополізації ЖКГ, оплати ЖКП, передачі відомчих об'єктів ЖКГ в муніципальну власність тощо.

Проводив роботи спільно з інститутами Російською Академією наук за методологією реформування ЖКГ середніх і великих міст Росії, розробці механізмів соціального захисту населення при оплаті ЖКП, а також створення сучасних форм і методів управління об'єктами нерухомості в житловій і комунальній сфері.

## Наукова діяльність
У 1995 році Леонід Чернишов захистив дисертацію на здобуття наукового ступеня кандидата економічних наук на тему: «Формування господарського механізму системи управління житлово-комунальним господарством Російської Федерації в умовах становлення ринкових відносин»..
У 2002 році захистив дисертацію на здобуття наукового ступеня доктора економічних наук на тему: «Методологічні проблеми формування системи управління житлово-комунального господарства Росії в ринкових умовах»..
Досліджував історію виникнення житлового та комунального справи в Росії. У 1999 році документально обґрунтував 350-річну дату створення в Росії Приказу, що відав житловими та комунальними питаннями у Московській державі, заснованого в 1649 році наказом Царя «Про градську благочинні».
Один з авторів проекту Міносвіти Росії про заснування нової для Росії спеціальності 270115 «Експертиза і управління нерухомістю».
Співавтор створення в 2002 році Російського товариства професійних оцінювачів і управляючих нерухомістю — сервейерів (РООС) — прообразу саморегульованих організацій (СРО) в галузі управління та оцінки нерухомості.
Ініціатор створення і голова редакційної ради журналів: «Журнал для керівника і головного бухгалтера ЖКГ» (1998 р.) та «Управління багатоквартирними будинками» (2006 р.).
Член редакційної колегії наукових журналів: «Промислове і цивільне будівництво» та «Нерухомість: економіка, управління».
Член спеціалізованої Вченої ради Московського державного будівельного університету.
Будучи науковим керівником, підготував 7 кандидатів і 3 доктори економічних наук.

## Викладацька діяльність
У 1994—1996 рр. в Інституті підготовки та перепідготовки кадрів (ІПК Держслужби) Леонід Чернишов працював на посаді старшого викладача.
У 1996—2000 рр. в Державному університеті управління — доцент.
У 2000—2011 рр. в МДСУ — професор, завідувач кафедри Національної економіки та оцінки бізнесу"..
У 2011 р. в ФАОУ ДПО ДАСІС (Державна академія професійної перепідготовки і підвищення кваліфікації керівних працівників і спеціалістів інвестиційної сфери) — директор Інституту сіті-менеджменту, з 2012 р. після реорганізації ДАСІС в НДУ ВШЕ залишився на колишній посаді.

## Вибрані наукові праці
- Чернышов Л. Н., Грабовый П. Г., Кириллова А. Н. и др. Руководство для мэра по организации и управлению городским хозяйством. (учебное пособие). Москва, «Реалпроект», 2004[4].
- Чернышов Л. Н., Грабовый К. П., Грабовый П. Г., Лукманова И. Г. и др. Энергосбережение в жилищной и коммунальной сфере. Монография. Москва, Изд-во Екатеринбург, 2008[5].
- Планирование и контроллинг в жилищной сфере: учеб. для вузов / под общ. ред. Л. Н. Чернышова ; Моск. гос. строит. ун-т, Воронеж. гос. архит.-строит. ун-т, 2008.
- Планирование и контроллинг в коммунальной сфере: учеб. для вузов / П. Г. Грабовый и др.; под общ. ред. П. Г. Грабового, Л. Н. Чернышова; Моск. гос. строит. ун-т и др. — М.; Екатеринбург: УГТУ–УПИ, 2009.
- Ценообразование в жилищной и коммунальной сфере: учебник: рек. УМО / Воронеж. гос. архит.-строит. ун-т ; под общ. ред. Л. Н. Чернышова. — Воронеж: Издат.-полиграф. центр Воронеж. гос. ун-та, 2009.

## Нагороди та звання
- Орден «Знак Пошани»
- Почесне звання «Заслужений раціоналізатор Російської Федерації»[6](1998)
- Почесний працівник житлово-комунального господарства Росії
- Медаль «За особливий внесок у розвиток Кузбасу» II ступеня (8 серпня 2001 року) — за багаторічну плідну працю, високий професіоналізм, значний внесок у соціально-економічний розвиток області[7]
- Доктор економічних наук (2003)
- Професор (2005)

## Класний чин
Дійсний державний радник Російської Федерації 3-го класу